# H. G. O.
Para el artículo sobre el guionista, ver Héctor Germán Oesterheld
H.G.O. es una película argentina documental de 1999 dirigida por Víctor Bailo y Daniel Stefanello. Fue estrenada el 15 de abril de ese año. El documental reconstruye la biografía de Héctor Germán Oesterheld, autor de la famosa historieta El Eternauta, quien fue detenido-desaparecido durante la última dictadura cívico-militar argentina (1976-1983).

## Entrevistados
- Elsa Sánchez de Oesterheld (viuda de Héctor Oesterheld)
- Francisco Solano López
- Enrique Breccia
- Miguel Rep
- Ricardo Barreiro
- Guillermo Saccomanno
- Mempo Giardinelli
- David Lipszyc

## Datos técnicos
- Origen: Argentina
- Duración original: 145 min.
- Director:'Víctor Bailo y Daniel Stefanello
- Guion: Víctor Bailo y Daniel Stefanello
- Productor: Víctor Bailo y Daniel Stefanello
- Fotografía:
- Escenografía:
- Vestuario:

- Montaje: Víctor Bailo y Daniel Stefanello
- Sonido: Víctor Bailo y Daniel Stefanello